# Lindberg (Bawaria)
Lindberg – miejscowość i gmina w Niemczech, w kraju związkowym Bawaria, w rejencji Dolna Bawaria, w regionie Donau-Wald, w powiecie Regen. Leży w Lesie Bawarskim, około 12 km na północny wschód od miasta Regen, częściowo na terenie Parku Narodowego Lasu Bawarskiego, przy granicy państwowej z Czechami.

## Dzielnice
W skład gminy wchodzą 22 dzielnice.

## Demografia
| Rok  | Liczba mieszk. |
| ---- | -------------- |
| 1970 | 2481           |
| 1987 | 2296           |
| 2000 | 2392           |

## Oświata
(na 1999)

W gminie znajduje się 50 miejsc przedszkolnych (53 dzieci) oraz szkoła podstawowa (8 nauczycieli, 155 uczniów).

## Współpraca
Miejscowość partnerska:
- Puchenau, Austria (kontakty utrzymuje dzielnica Buchenau)